# Akademické mistrovství světa v orientačním běhu 1988
6. Akademické mistrovství světa v orientačním běhu proběhlo ve Norsku ve dnech 20. až 22. července 1988. Centrem závodů AMS byl Trondheim.
Závodů se zúčastnilo celkem 184 závodníků (99 mužů a 85 žen) z 23 zemí.

## Program závodů
Program mistrovství světa:
| Den          | Závod       | Centrum závodu |
| ------------ | ----------- | -------------- |
| 20. července | jednotlivci |                |
| 22. července | štafety     |                |

## Závod jednotlivců (Individual)
| Zkrácené výsledky                           | Zkrácené výsledky                           | Zkrácené výsledky                           | Zkrácené výsledky                           | Zkrácené výsledky                           | Zkrácené výsledky                           | Zkrácené výsledky                           | Zkrácené výsledky                           |
| Muži                                        | Muži                                        | Muži                                        | Muži                                        | Ženy                                        | Ženy                                        | Ženy                                        | Ženy                                        |
| ------------------------------------------- | ------------------------------------------- | ------------------------------------------- | ------------------------------------------- | ------------------------------------------- | ------------------------------------------- | ------------------------------------------- | ------------------------------------------- |
| - Traťové parametry: - Mapa: - 99 závodníků | - Traťové parametry: - Mapa: - 99 závodníků | - Traťové parametry: - Mapa: - 99 závodníků | - Traťové parametry: - Mapa: - 99 závodníků | - Traťové parametry: - Mapa: - 85 závodníků | - Traťové parametry: - Mapa: - 85 závodníků | - Traťové parametry: - Mapa: - 85 závodníků | - Traťové parametry: - Mapa: - 85 závodníků |
| Umístění                                    | Jméno                                       | Čas                                         | Ztráta                                      | Umístění                                    | Jméno                                       | Čas                                         | Ztráta                                      |
| Zlatá medaile                               | Rolf Vestre                                 |                                             |                                             | Zlatá medaile                               | Ede Yumarik                                 |                                             |                                             |

## Závod štafet (Relay)
| Zkrácené výsledky                        | Zkrácené výsledky                        | Zkrácené výsledky                        | Zkrácené výsledky                        | Zkrácené výsledky                        | Zkrácené výsledky                        | Zkrácené výsledky                        | Zkrácené výsledky                        |
| Muži                                     | Muži                                     | Muži                                     | Muži                                     | Ženy                                     | Ženy                                     | Ženy                                     | Ženy                                     |
| ---------------------------------------- | ---------------------------------------- | ---------------------------------------- | ---------------------------------------- | ---------------------------------------- | ---------------------------------------- | ---------------------------------------- | ---------------------------------------- |
| - Traťové parametry: - Mapa: - 20 štafet | - Traťové parametry: - Mapa: - 20 štafet | - Traťové parametry: - Mapa: - 20 štafet | - Traťové parametry: - Mapa: - 20 štafet | - Traťové parametry: - Mapa: - 16 štafet | - Traťové parametry: - Mapa: - 16 štafet | - Traťové parametry: - Mapa: - 16 štafet | - Traťové parametry: - Mapa: - 16 štafet |
| Umístění                                 | Jméno                                    | Čas                                      | Ztráta                                   | Umístění                                 | Jméno                                    | Čas                                      | Ztráta                                   |
| Zlatá medaile                            | Norsko                                   |                                          |                                          | Zlatá medaile                            | Finsko                                   |                                          |                                          |